# Robert Knepper
Robert Lyle Knepper (Fremont, Ohio, 8 de julio de 1959) es un actor estadounidense. Su papel más conocido es el del psicópata Theodore "T-Bag" Bagwell en la serie de FOX, Prison Break y la serie de A&E Breakout Kings.

## Biografía

### Primeros años
Nacido en Fremont, Ohio, Knepper se mostraba interesado por la actuación desde pequeño, principalmente debido a que su madre actuaba en un teatro de la comunidad donde vivía. Fue criado en Maumee, cerca de Toledo, por su madre y su padre, quien era veterinario. En su juventud, Knepper pasó muchos años haciendo papeles en obras en el teatro de su comunidad y en obras de secundaria. Luego de graduarse en la Secundaria Maumee en 1977, ingresó en la Universidad Northwestern para estudiar Arte dramático. 
Durante ese tiempo, Knepper consiguió trabajos profesionales en obras de Chicago. Cuando le faltaba poco para graduarse, Knepper se fue de Northwestern y se mudó a Nueva York, donde continuó trabajando en teatros. Aunque nunca se mostró interesado en actuar en películas y series de televisión, comenzó a conseguir papeles para hacerlo en 1986, sus primeros trabajos fueron en The Paper Chase y That's Life.

### Carrera
Haciendo su debut en That's Life de Blake Edwards, Knepper comenzó a conseguir papeles para películas y series de televisión.
Vale mencionar que después de su debut, consiguió diversas apariciones como actor invitado en las series Ley y Orden, Ley y Orden: Acción Criminal, La Femme Nikita, New York Undercover, Star Trek The Next Generation, Star Trek: Voyager, ER, L.A. Law, Profiler, South Beach, Murder, She Wrote, CSI: Miami y The West Wing.
Después de actuar en la serie de la HBO, Carnivàle, entró a formar parte del reparto de Prison Break interpretando al psicópata Theodore "T-Bag" Bagwell en lo que a la postre sería su papel más conocido.
En junio de 2009 y después del fin de Prison Break en la FOX, Robert Knepper se unió a la cuarta temporada de la famosa serie de la NBC Héroes.
Durante el año 2010, Knepper se unió como personaje recurrente a la serie Stargate Universe de la franquicia Stargate, en un lapso de seis a siete episodios.

## Vida personal
Knepper tiene un hijo, Benjamin Peter (nacido en 2002), con su primera esposa, Tory Herald. Se casó con su segunda esposa, Nadine Kary, en 2013.

### Acusaciones de agresión sexual
El 8 de noviembre de 2017, la diseñadora de vestuario Susan Bertram acusó a Knepper de agresión sexual en el set de la película Gas Food Lodging en 1991. Knepper negó las acusaciones en una publicación de Instagram eliminada desde entonces. El 28 de febrero de 2018, los abogados de Bertram anunciaron que presentaría una demanda por difamación contra Knepper a raíz de sus negativas, buscando daños y perjuicios en un juicio con jurado.
El 5 de diciembre de 2017 se hicieron cuatro acusaciones adicionales contra Knepper entre 1983 y 2013. Knepper negó todas.
A fines de 2017, a raíz de estas acusaciones, The CW realizó una investigación interna. Al no encontrar evidencia de mala conducta en el set, se anunció que permanecería en iZombie. El 12 de enero de 2018, se anunció que el estudio había realizado una segunda investigación. El presidente de CW, Mark Pedowitz, declaró: "Nuevamente, la investigación se relacionó con el plató y su comportamiento en el plató. No encontraron irregularidades en el plató". Pedowitz explicó que Knepper había firmado por una sola temporada y que su salida de la serie ya había sido planeada.

## Filmografía y participaciones en series televisivas
- El asesino de ángeles (2023)
- Los demonios de la Guerra  (2022)
- Twin Peaks (2017)
- Jack Reacher: Never Go Back (2016)
- Homeland (2017) 6.ª temporada 6
- iZombie (2015) 2.ª temporada 2
- The Flash (serie de televisión de 2014) (2014)
- Los juegos del hambre: sinsajo - Parte 2 (2015)[13]
- American Horror Story (2015)
- Los juegos del hambre: sinsajo - Parte 1 (2014)
- Arrow[13] (2014)
- Mob City (2013)
- The Blacklist (2013)
- Cult (2013)
- Shameless (2013)
- R.I.P.D. (2013)
- Percy Jackson y el mar de los monstruos (2013)
- Code name Gerónimo (2012)
- Chase (2011)
- Breakout Kings (2011)
- Stargate Universe (2010)
- Mentes criminales (2010) 6.ª temporada, episodio 8 "Reflection of desire"
- Héroes (2009)
- The Day the Earth Stood Still (2008)
- Transporter 3 (2008)
- Hitman (2007)
- Prison Break (2005-2017)
- Point Pleasant (2005)
- Buenas noches, y buena suerte (2005)
- Hostage (2005)
- Carnivàle (2004)
- Species III (2004)
- The Pennsylvania Miners' Story (2002)
- Topa Topa Bluffs (2002)
- Swatters (2002)
- Lady in the Box (2001)
- Jackie, Ethel, Joan: The Women of Camelot (2001)
- Love & Sex (2000)
- Star Trek: Voyager (1999) episodio Dragon's Teeth como Gaul
- Absence of the Good (1999)
- Kidnapped in Paradise (1999)
- The Stringer (1998)
- Phantoms (1998)
- You Are Here (1998)
- Everyone Says I Love You (1996)
- Under Heat (1996)
- Voice from the Grave (1996)
- Desert Breeze (1996)
- Jaded (1996)
- The Undercover Kid (1996)
- Dead of Night (1996)
- Search and Destroy (1995)
- MugShot (1995)
- Getting Out (1994)
- Pointman (1994)
- Zelda (1993)
- When the Bough Breaks (1993)
- Doorways (1993)
- Where the Day Takes You (1992)
- Gas, Food Lodging (1992)
- Perry Mason: The Case of the Fatal Fashion (1991)
- Session Man (1991)
- Young Guns II (1990)
- Renegades (1989)
- D.O.A. (1988)
- Star Trek: La nueva generación (1987) episodio Puerto como Wyatt Miller
- Made in Heaven (1987)
- Police Story: The Freeway Killings (1987)
- Wild Thing (1987)
- The Twilight Zone, "Joyride" (1987)
- That's Life! (1986)
- Murder, she wrote (1986)

## Actuaciones teatrales
- 1981 - Ties - Chicago
- 1981 - Class Enemy - Evanston
- 1982 - Lakeboat - Chicago
- 1982 - The Life and Adventures of Nicholas Nickleby - Chicago
- 1983 - The Philanthropist - Nueva York
- 1984 - Savage Amusement - Nueva York
- 1984 - Romance - Nueva York
- 1985 - The Very Last Lover of the River Cane - Louisville
- 1985 - Available Light - Louisville
- 1987 - A Midsummer Night's Dream - Nueva York
- 1988 - Romeo and Juliet - Nueva York
- 1988 - The Legend of Oedipus - Williamstown
- 1988 - Les liaisons dangereuses - Williamstown
- 1989 - Nebraska - La Jolla
- 1990 - Ice Cream With Hot Fudge - Nueva York
- 1990 - Bobby, Can You Hear Me? - Waterford
- 1990 - Buster Comes Through - Waterford
- 1990 - Lake No Bottom - Nueva York
- 1991 - Dinosaur Dreams - Waterford
- 1991 - Home Grown - Waterford
- 1992 - Pal Joey - Boston
- 1994 - Sweet Bird of Youth - Londres (Reino Unido)
- 1997 - Pride's Crossing - San Diego
- 1998 - The Summer Moon - Seattle